# King's Quest III: To Heir Is Human
King's Quest III: To Heir Is Human est un jeu d'aventure sorti en 1986, développé par Sierra On-Line, troisième volet de la série King's Quest.
Le jeu a eu un remake en pointer-et-cliquer par une équipe de bénévoles.

## Synopsis
Un jeune garçon, Gwydion, a vécu toute sa vie comme le serviteur de Manannan, un vieux sorcier cruel et malfaisant qui l'exploite et le tue à la tâche. Gwydion sent cependant qu'un autre destin l'attend, et décide un jour d'échapper aux griffes de son sinistre maître...
Gwydion, parvenant à neutraliser Manannan, découvrira plus tard qu'il est en réalité le Prince Alexander, fils du Roi Graham et de la Reine Valanice, enlevé par Manannan alors qu'il n'était qu'un bébé. Il devra ensuite sauver sa sœur jumelle la Princesse Rosella d'un dragon à laquelle elle était donnée en sacrifice.

## Accueil
- Adventure Gamers : 3,5/5[1]